# Кружок
Кружо́к — село в Україні, у Новослобідській сільській громаді Конотопського району Сумської області. Населення становить 60 осіб. До 2020 орган місцевого самоврядування — Бояро-Лежачівська сільська рада.

## Географія
Село Кружок знаходиться на березі великого іригаційного каналу за 4 км від річки Сейм. На відстані 1 км розташоване село Рівне.

## Історія
12 червня 2020 року, відповідно до розпорядження Кабінету Міністрів України № 723-р «Про визначення адміністративних центрів та затвердження територій територіальних громад Сумської області», село увійшло до складу Новослобідської сільської громади.
19 липня 2020 року, в результаті адміністративно-територіальної реформи та ліквідації Путивльського району, увійшло до складу новоутвореного Конотопського району.
10 серпня 2024 року село зазнало ворожих російських атак. Як повідомили в Оперативному командуванні "Північ" зафіксовано 4 вибухи, ймовірно міномет 120 мм. 

## Населення
Згідно з переписом УРСР 1989 року чисельність наявного населення села становила 98 осіб, з яких 46 чоловіків та 52 жінки.
За переписом населення України 2001 року в селі мешкало 60 осіб.

### Мова
Розподіл населення за рідною мовою за даними перепису 2001 року:
| Мова       | Відсоток |
| ---------- | -------- |
| українська | 81,67 %  |
| російська  | 15,00 %  |
| інші       | 3,33 %   |